# Zeppelin-Studienexpedition nach Spitzbergen

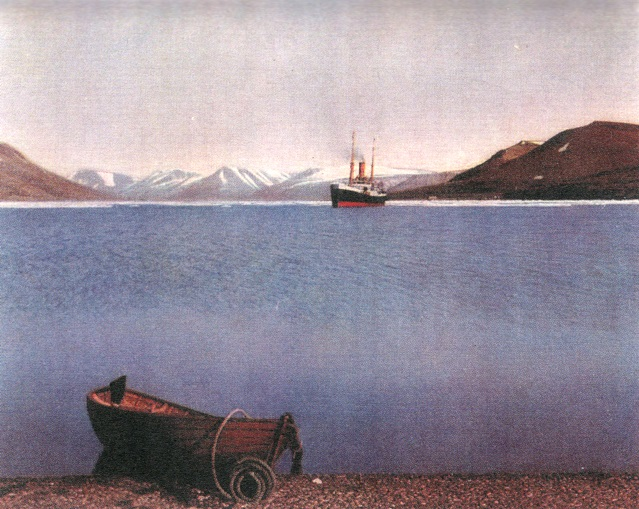
Das Expeditionsschiff Mainz im Adventfjord

Die Zeppelin-Studienexpedition nach Spitzbergen (auch Deutsche Arktische Zeppelin-Expedition) diente der Vorbereitung einer Forschungsfahrt mit dem Luftschiff. Sie wurde im Sommer 1910 als Schiffsexpedition mit dem Dampfer Mainz unternommen und führte nach Spitzbergen und in den Arktischen Ozean. Beteiligt waren neben Ferdinand von Zeppelin hochrangige Wissenschaftler sowie Prinz Heinrich, der jüngere Bruder des deutschen Kaisers Wilhelm II. Eine Folge der Expedition war die Einrichtung der ersten ganzjährig besetzten deutschen Wetterstation auf Spitzbergen. Die Idee einer Arktisfahrt mit dem Zeppelin wurde in den 1920er Jahren von der Aeroarctic aufgegriffen und 1931 mit LZ 127 Graf Zeppelin verwirklicht.

## Vorgeschichte
Die Entwicklung der Starrluftschiffe durch Ferdinand von Zeppelin war bis 1907 so weit fortgeschritten, dass längere Überlandfahrten möglich wurden. Zu dieser Zeit entstand die Idee, Zeppeline für wissenschaftliche Zwecke zu nutzen, insbesondere für geographische Erkundungen. Das neue Verkehrsmittel konnte hier potentiell als fliegende Forschungsplattform und als „Vermessungsschiff“ dienen. Von besonderem Interesse war der Einsatz in den noch wenig bekannten Polargebieten, insbesondere in der Arktis.
Der Schwede Salomon August Andrée hatte schon 1897 versucht, mit einem durch Schleifleinen steuerbaren Wasserstoffballon von Spitzbergen zum Nordpol zu fahren, und war seitdem verschollen (siehe Andrées Polarexpedition von 1897). Zehn Jahre später folgte ihm der US-amerikanische Journalist und Polarforscher Walter Wellman, der gleich dreimal (1906, 1907 und 1909) mit einem Luftschiff Kurs auf den Pol nahm. Technische Probleme verhinderten aber einen Erfolg.
Zeppelin fand Unterstützung für seine Pläne insbesondere bei Prinz Heinrich von Preußen, dem Bruder des deutschen Kaisers, und dem Meteorologen Hugo Hergesell, dem Vorsitzenden der Internationalen Aeronautischen Kommission, der schon 1906 und 1907 mit dem Fürsten von Monaco meteorologische Beobachtungen und Messungen in den Gewässern um Spitzbergen vorgenommen hatte. 1909 wurde ein Arbeitsausschuss unter dem Protektorat Wilhelms II. ins Leben gerufen, dessen Vorsitz Heinrich von Preußen übernahm. Unter Hinzuziehung des arktiserfahrenen Journalisten Theodor Lerner diskutierte der Ausschuss die Fragen der arktischen Luftschifffahrt zu wissenschaftlichen Zwecken und beschloss als ersten Schritt die Durchführung einer Studienreise nach Spitzbergen. Den größten Teil der Finanzierung übernahm Fritz von Friedlaender-Fuld.

## Expeditionsziel und Teilnehmer

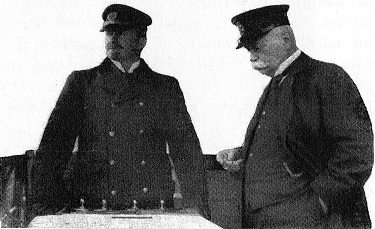
Kapitan Max Dietrich und Ferdinand von Zeppelin

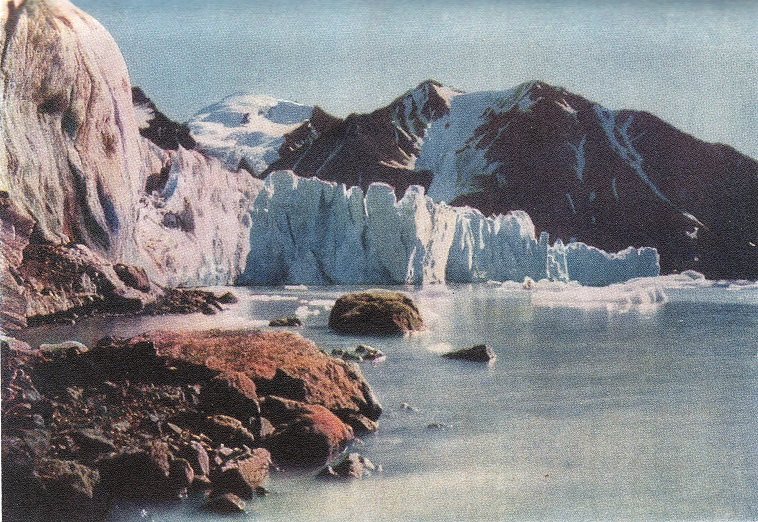
Gletscherfront des Mayerbreens, fotografiert von Adolf Miethe

Ziel der Expedition war es, die Eignung von Luftschiffen zum Einsatz in der Arktis zu untersuchen. Dafür mussten die meteorologischen Bedingungen in den hohen Luftschichten erforscht werden, um mit diesen Informationen eine künftige aerologische Navigation für starre Luftschiffe in der Arktis zu entwickeln. Besonders wichtig war die Kenntnis der Windverhältnisse. Wegen der Vereisungsgefahr der Luftschiffhülle wollte man Nebelgebiete und Wolkenschichten rechtzeitig erkennen, um ihnen ausweichen zu können.
Die zweite Aufgabe bestand darin, die Verankerung von Luftschiffen auf dem Eis zu erproben und einen oder mehrere geeignete Standorte für Luftschiffhäfen zu finden. Die Insel Danskøya als Startpunkt von Andrées und Wellmans Expeditionen erschien wenig geeignet. Für den Test von Eisankern nahm Zeppelin seinen Luftschiffingenieur Bernhard Lau in die Expeditionsmannschaft auf.
Nebenziele entstanden dadurch, dass weitere Naturwissenschaftler eingeladen wurden, an der Studienfahrt teilzunehmen, und ihr eigenes Forschungsprogramm entwickelten. Der Geograph und Glaziologe Erich von Drygalski, der als Leiter zweier Grönland-Expeditionen sowie der Ersten Deutschen Antarktis-Expedition über die größte Polarerfahrung verfügte, interessierte sich vor allem für die Eisverhältnisse Spitzbergens. Gemeinsam mit dem Physiker Max Reich wollte er die physikalischen Verhältnisse der durchfahrenen Meeresgebiete studieren. Weitere Expeditionsmitglieder waren der Ornithologe Otto von Zedlitz und Trützschler und der Fotochemiker Adolf Miethe, der eine Kamera zur „Dreifarbenfotografie nach der Natur“ entwickelt hatte, mit der er die Landschaft von Spitzbergen aufnehmen wollte. Ihn begleitete sein Assistent Bruno Seegert (1885–1953), später Professor an der Technischen Hochschule Berlin. An Bord war auch der Landschaftsmaler Otto Ferdinand Leiber.

## Vorbereitungen
Vom Norddeutschen Lloyd wurde das Dampfschiff Mainz gechartert und für den Einsatz mit verschiedenen Laboratorien und technischen Einrichtungen wie einer Lotmaschine nach Sigsbee und einer elektrischen Ballonwinde ausgestattet. Das Schiff war nur bedingt eistauglich und zu groß, um in kleine und nicht ausgelotete Buchten zu fahren. Deshalb wurde zusätzlich ein kleineres dampfbetriebenes Holzschiff, die Fönix, gechartert und nach Plänen von Max Oertz für die Bedürfnisse der Expedition umgebaut. Beide Schiffe erhielten funkentelegrafische Stationen und konnten so bis zu einer Entfernung von 150 km in Verbindung bleiben. Prinz Heinrich stellte der Expedition zudem seine Privatyacht, das Stationsschiff Carmen, als Postboot zur Verfügung.
Für die aerologischen und meteorologischen Arbeiten waren Ballons verschiedener Art und Größe angeschafft worden, Fesselballons zum Studium der unteren Atmosphärenschichten und Freiballons, die registrierende Instrumente in höhere Atmosphärenschichten tragen konnten. Es gab zahlreiche geodätische Instrumente zur Verfolgung der Ballons und zur Vermessung der Gletscher. Besondere Sorgfalt war auf die Auswahl der fotografischen Ausrüstung gelegt worden.

## Verlauf
Die Mainz verließ den Kieler Hafen unter dem Kommando des Kapitäns Max Dietrich (1870–1916) und des Ersten Offiziers Ferdinand Gluud am 2. Juli 1910. Durch den Kaiser-Wilhelm-Kanal erreichte sie die Nordsee und steuerte zunächst Bergen an, um Kohle zu bunkern. In Tromsø traf die Mainz auf die Fönix, die unter dem Kommando von Kapitän Svendsen stand. Am 13. Juli stachen beide Schiffe in Richtung Spitzbergen in See, die Mainz ein paar Stunden früher, da auf dem Weg zur Bäreninsel zwei Serien von Tiefenlotungen ausgeführt werden sollten. Am 17. Juli ging die Mainz im Grønfjord, einem Nebenfjord des Isfjords, in unmittelbarer Nähe einer Walstation vor Anker. Im Adventfjord trafen beide Schiffe wieder zusammen. Sie verließen den Isfjord und fuhren an der Westküste Spitzbergens nach Norden. Der Krossfjord mit seinen Nebenfjorden Möllerfjord und Lilliehöökfjord wurde ausgiebig erforscht. Im Kongsfjord traf man auf die Expedition des Norwegers Gunnar Isachsen. Anschließend ging es an der Westküste Spitzbergens weiter nach Norden zum Virgohafen, wo Andrée und Wellman gestartet waren und ihre Spuren hinterlassen hatten. Während die Mainz im Magdalenefjord wartete, fuhr die Fönix in das nördlich liegende Treibeis hinein, bis sie auf festere Schollen traf. Hier wurden zwei Fesselballonaufstiege unternommen, um verschiedene Eisanker auszuprobieren. Auf der Heimreise besuchte die Expedition noch einmal den Kongsfjord und landete später auf der Bäreninsel. Am 24. August 1910 traf sie wieder in Kiel ein.

## Forschungsarbeiten

### Meteorologie

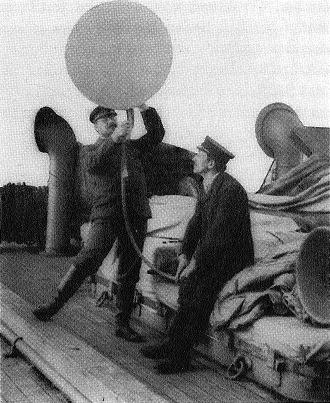
Ein Pilotballon wird befüllt.

Von besonderem Interesse für die arktische Luftfahrt war die Kenntnis der physikalischen Bedingungen der Atmosphäre (Temperatur, Druck, Feuchtigkeit) über Wasser, Eis und Land bis in große Höhen. Die von Hergesell eingesetzten Fesselballons konnten die Verteilung dieser Größen bis in etwa 4000 Meter Höhe bestimmen. Darüber hinaus wurden Pilotballons eingesetzt, die frei fliegend bis in eine Höhe von 10.000 Metern mit dem Theodolit verfolgt werden konnten und der Bestimmung von Luftströmungen dienten. Vereinzelt wurden Registrierballons eingesetzt, die Messinstrumente bis in Höhen von über 10.000 Metern trugen. Am 11. August wurde in 10.830 Metern Höhe die Stratosphäre erreicht.

### Ankertests und Standortsuche für Luftschiffhäfen

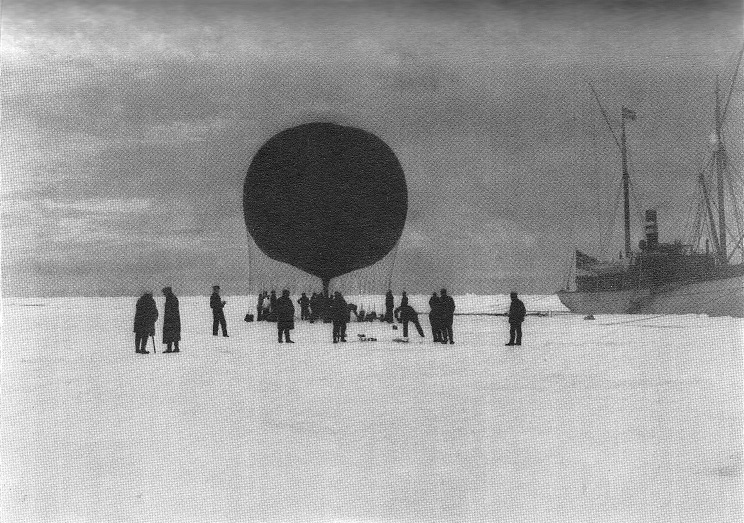
Aufstieg eines Fesselballons

Die von Zeppelin und Lau untersuchten Luftschiffverankerungen im Meereis, die im Adventfjord und im Treibeis nordwestlich von Spitzbergen vorgenommen wurden, verliefen vielversprechend. Dazu wurden Löcher mehr als einen Meter tief ins Eis gebohrt. Darin wurden sodann eiserne Röhren verkeilt. Mehrere solcher Röhren wurden mit Stahlseilen verbunden. Die Belastbarkeit wurde sowohl mit der Schiffswinde der Mainz als auch dadurch geprüft, dass ein bemannter Fesselballon am Anker befestigt wurde. Die Verankerung konnte von einem Mann in einer halben Stunde hergestellt und beliebig verstärkt werden, sodass ein großes Luftschiff selbst bei starkem Sturm sich nicht losreißen könnte. Im Kongsfjord wurden bei Fesselballonaufstiegen auch Verankerungen an Land getestet.
Die Expedition prüfte mehrere Standorte auf ihre Eignung für einen Luftschiffhafen. Ihr erstes Interesse galt der Lagune nördlich des Ebeltofthafens im Krossfjord. Der Ankerplatz bot gegenüber einfallenden Winden aber zu wenig Schutz. Auch konnte aus dem Fjord driftendes Eis ein Problem darstellen. Geeignet erschien dagegen ein noch namenloser Ankerplatz im Kongsfjord, der den Namen Zeppelinhafen erhielt. Eine weitere Möglichkeit bot der Signehafen im Lilliehöökfjord. Vom durch mächtige Berge geschützten Ankerplatz zieht sich nach Südwesten das breite Signetal bis zur Westküste Spitzbergens und ermöglicht eine sichere An- und Abfahrt eines Luftschiffs. Aussichtsreich erschien auch der Raudfjord an der Nordküste der Insel Spitzbergen, wo Luftschiffe zwischen dem See Richardvatnet und dem Strand einen geeigneten Liegeplatz und Schiffe vor der Landspitze Narreneset einen guten Ankerplatz hätten.

### Ornithologie, Ozeanografie, Glaziologie
Mit Unterstützung seines Präparators C. W. Müller sammelte Graf Zedlitz in Nordnorwegen und auf Spitzbergen die Bälge zahlreicher Vögel. In seinem Artikel Ornithologische Notizen von der „Zeppelin-Studienfahrt“ Spitzbergen Sommer 1910 berichtet er von 50 beobachteten Arten.
Lotungen der Meerestiefen ergaben nördlich des Eingangs zum Krossfjord eine unterseeische Fortsetzung des Prinz-Karl-Vorlands nach Norden. Drygalski veröffentlichte nach der Reise eine Abhandlung über Spitzbergens Landformen und ihre Vereisung.

## Ergebnisse
Die Witterungsverhältnisse stellten sich wie erhofft und erwartet als sehr stabil heraus. Es bestätigte sich, dass die Lufttemperatur in den Sommermonaten durch die 24-stündige fast gleichmäßige Sonneneinstrahlung nur wenig schwankt und beständig knapp über oder unter dem Gefrierpunkt liegt. Da schon eine Temperaturerhöhung von 10 °C bei einem großen Luftschiff Zeppelin’scher Bauart das Ablassen von 700 bis 800 Kubikmeter Wasserstoff erforderlich machte, waren das sehr günstige atmosphärische Bedingungen. Niederschläge waren selten und von kurzer Dauer. Der häufig auftretende Nebel trat immer nur in geringer Höhe bis zu 200 Metern auf oder begann erst in 50 bis 70 Metern Höhe und bildete dann eine Wolkenschicht von geringer Mächtigkeit. Die Windstärken waren saisonal gering. Bei Schönwetter traten in den Fjorden häufig Winde auf, die durch den Temperaturunterschied über Land, Eis und Meer hervorgerufen wurden. Die Höhe der lokalen Winde betrug nur einige hundert Meter. Bei Nebel setzten die Winde mitunter völlig aus.
In der Frage der Standorte der Luftschiffhäfen favorisierte Zeppelin am Ende die Einrichtung der Hauptstation im Signehafen und einer Zweigstation im Raudfjord, die als Ausgangspunkt für die Forschungsfahrten dienen sollte. Dafür sprach, dass die beiden Orte nur 40 Kilometer voneinander entfernt sind, eine Strecke, die über die Gletscher Lilliehöökbreen und Raudbreen in wenigen Stunden auf Skiern oder mit Schlitten zurückgelegt werden konnte.
Zeppelins Fazit war uneingeschränkt positiv. Ihm war aber bewusst, dass als eine Grundvoraussetzung für die Forschungsfahrten eine vollkommene Betriebssicherheit der Luftschiffe gegeben sein müsse. Dazu wurden eine Mindestgeschwindigkeit von rund 70 km/h und eine ununterbrochene Reisedauer von 48 Stunden als erforderlich angesehen.

## Folgeprojekte
Die meteorologischen Beobachtungen der Expedition umfassten nur einen kurzen Zeitraum im Sommer. Für die Bestimmung der günstigsten Flugzeit und der Flugrouten sowie zur aerologischen Navigation waren weitere Daten erforderlich. Deshalb gründete Hergesell im Sommer 1911 in einem Gebäude der Kohlemine am Adventfjord eine ganzjährig besetzte aerologische Station, das Deutsche Geophysikalische Observatorium Adventbai. Der Standort erwies sich wegen ungünstiger logistischer Bedingungen und nicht repräsentativer Wetterverhältnisse als wenig geeignet. Kurt Wegener und Max Robitzsch errichteten deshalb 1912 in der Nähe des von Zeppelin favorisierten Signehafens eine neue Station am Krossfjord, das Geophysikalisches Observatorium Ebeltofthafen, die bis zum Ausbruch des Ersten Weltkriegs durchgehend besetzt war.
In den 1920er Jahren wurde die Idee einer geographischen Erforschung der Arktis mit dem Luftschiff wieder aufgegriffen. 1924 wurde in Berlin die Aeroarctic als „Internationale Studiengesellschaft zur Erforschung der Arktis mit dem Luftschiff“ gegründet. 1931 führte sie mit dem Luftschiff LZ 127 Graf Zeppelin einen Forschungsflug in die russische Arktis durch.